# SimCity
SimCity (sau đổi tên thành SimCity Classic) là một game mô phỏng xây dựng thành phố, do chính Will Wright thiết kế, được hãng Maxis phát hành vào ngày 2 tháng 2 năm 1989, đây là phần đầu tiên trong dòng game SimCity. Người chơi vào vai một thị trưởng có nhiệm vụ xây dựng thành phố, cung cấp các liên kết vận tải cơ bản, điện năng và nhu cầu dịch vụ đơn giản cho cư dân của mình, trong khi xem xét các vấn đề và xử lý vô số thảm họa, hầu hết trong số đó là dựa trên những thảm họa trong đời thực. Bên cạnh tùy chọn tạo thành phố từ đầu, trò chơi còn có các màn chơi kịch bản bàn giao nhiệm vụ cho người chơi giám sát một thành phố được xây dựng sẵn và xử lý các vấn đề cụ thể mà nó phải đối mặt, hầu hết đều yêu cầu người chơi xây dựng lại sau thảm họa.
Được phát hành ban đầu cho máy tính Commodore Amiga và Macintosh, trò chơi được chuyển sang nhiều hệ máy chơi game khác nhau. SimCity nhận được sự hoan nghênh nhiệt liệt khi phát hành, đạt được sự thành công về mặt thương mại và lập nên danh hiệu là một trong những tựa game vĩ đại nhất mọi thời đại trong số các game mô phỏng xây dựng thành phố, tạo ra một số phần tiếp theo bao gồm SimCity 2000 năm 1993, SimCity 3000 năm 1999, SimCity 4 năm 2003, SimCity DS, SimCity Societies năm 2007, và SimCity năm 2013. Trò chơi đã trở thành tựa game Maxis bán chạy nhất trên PC, mãi đến khi sản phẩm phụ của dòng game này là The Sims được phát hành vào năm 2000.

## Lối chơi
Mục tiêu của SimCity là xây dựng và thiết kế một thành phố mà không cần đến mục tiêu cụ thể nào cả. Người chơi có thể đánh dấu đất được khoanh vùng là khu thương mại, khu công nghiệp hoặc khu dân cư, thêm thắt những công trình, thay đổi mức thuế, xây dựng lưới điện, xây dựng hệ thống giao thông vận tải và thực hiện nhiều hành động khác, nhằm tăng cường thành phố. Khi có thể xây dựng các tòa nhà trong một khu vực cụ thể, cư dân quá nhỏ đến nỗi khó nhìn bằng mắt thường được gọi là "Sims", có thể chọn xây dựng và nâng cấp nhà ở, khối chung cư, tòa nhà công nghiệp nhẹ hoặc nặng, tòa nhà thương mại, bệnh viện, nhà thờ và các dạng công trình khác. Sims đưa ra những lựa chọn này dựa trên các yếu tố như mức độ giao thông, năng lượng điện tương xứng, mức độ tội phạm và sự gần gũi với các loại công trình khác—ví dụ, khu dân cư bên cạnh một nhà máy điện sẽ hiếm khi được đánh giá cao đối với loại nhà ở cao nhất. Trong phiên bản Super NES trở lên, người chơi cũng có thể xây dựng phần thưởng khi chúng được trao cho họ, chẳng hạn như biệt thự của thị trưởng hoặc sòng bạc.
Người chơi có thể phải đối mặt với các thảm họa bao gồm lũ lụt, lốc xoáy, hỏa hoạn (thường là do thảm họa hàng không hoặc đắm tàu), động đất và tấn công của quái vật. Ngoài ra, quái vật và lốc xoáy có thể gây ra các vụ tai nạn tàu hỏa bằng cách chạy vào các đoàn tàu đi qua.

### Kịch bản
SimCity bao gồm các màn chơi kịch bản tập trung vào mục tiêu, theo thời gian có thể thắng hoặc thua tùy thuộc vào thành tích của người chơi. Các kịch bản là một bổ sung được đề xuất bởi  Brøderbund để làm cho SimCity giống như một trò chơi hơn. Các thành phố ban đầu được dựa trên các thành phố trong thế giới thực và đã cố gắng tạo lại bố cục chung của chúng. Trong khi hầu hết các kịch bản hoặc diễn ra theo dòng thời gian hư cấu hoặc có một thành phố bị bao vây bởi một thảm họa hư cấu, một số ít các kịch bản có sẵn dựa trên các sự kiện lịch sử thực tế.

## Phát triển

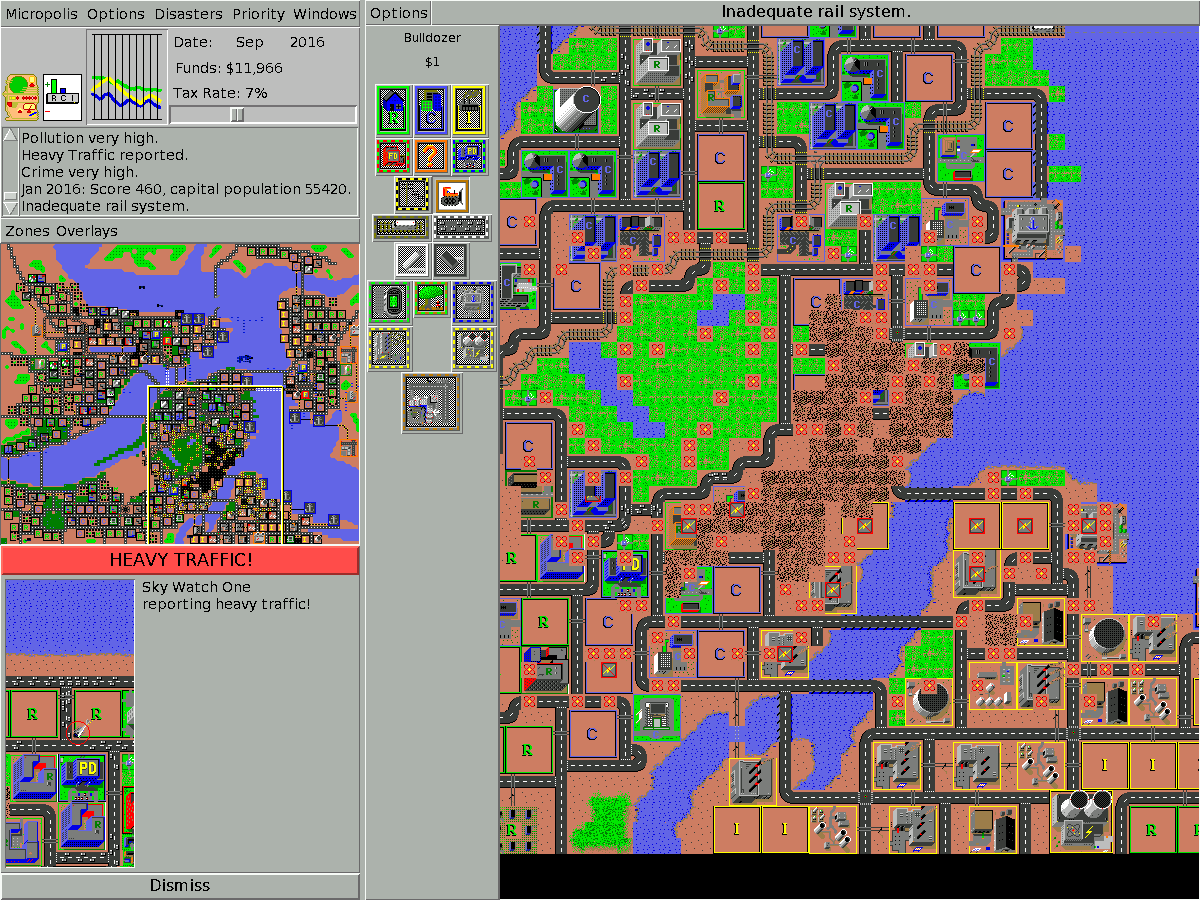
Một thành phố lớn được phát triển trong phiên bản Micropolis (2007)

SimCity được phát triển bởi nhà thiết kế game Will Wright. Khi làm việc với tựa game Raid on Bungeling Bay, cho phép người chơi lái một chiếc trực thăng thả bom xuống các hòn đảo, Wright thấy rằng ông thích thiết kế các hòn đảo trong công cụ tạo màn hơn là chơi game thực thụ. Điều này khiến ông phát triển các công cụ tạo màn ngày càng tinh vi. Đồng thời, Wright đang nuôi dưỡng một tình yêu phức tạp và lý thuyết về quy hoạch đô thị và thừa nhận ảnh hưởng của System Dynamics được phát triển bởi Jay Wright Forrester và cuốn sách về chủ đề này đã đặt nền móng cho những gì sẽ trở thành SimCity. Ngoài ra, Wright cũng được truyền cảm hứng khi đọc "The Seventh Sally", một truyện ngắn từ quyển The Cyberiad của nhà văn Ba Lan Stanisław Lem, kể về một kỹ sư gặp một bạo chúa bị lật đổ, và tạo ra một thành phố thu nhỏ với những công dân nhân tạo để bạo chúa đàn áp. Trò chơi phản ánh sự chấp thuận của Wright dành cho phương tiện vận tải công suất lớn và không chấp thuận năng lượng hạt nhân; Chủ tịch Maxis Jeff Braun tuyên bố "Chúng tôi đang thúc đẩy các chương trình nghị sự chính trị".
Phiên bản đầu tiên của trò chơi được phát triển cho Commodore 64 vào năm 1985; nó đã không được phát hành trong bốn năm nữa. Tiêu đề gốc của SimCity trong quá trình phát triển gọi là Micropolis. Trò chơi này khác thường ở chỗ nó không thể thắng hay thua; kết quả là, các nhà xuất bản game đã không tin rằng có thể tiếp thị và bán một tựa game như vậy được thành công. Brøderbund đã từ chối xuất bản tựa game này khi Wright đề xuất nó, và ông đã đưa nó đến một loạt các nhà xuất bản game lớn mà không thành công. Cuối cùng, Braun, người sáng lập công ty phần mềm nhỏ Maxis, đã đồng ý phát hành SimCity như là một trong hai tựa game ban đầu cho công ty.
Wright và Braun đã quay trở lại Brøderbund để chính thức làm sáng tỏ các quyền đối với trò chơi vào năm 1988, khi SimCity sắp hoàn thành. Sau khi hai giám đốc điều hành của Brøderbund là Gary Carlston và Don Daglow nhìn thấy SimCity, họ đã ký hợp đồng với Maxis về một thỏa thuận phân phối cả hai tựa game nguyên thủy của nó. Cùng với đó, bốn năm sau giai đoạn phát triển ban đầu, SimCity được phát hành cho hệ máy Amiga và Macintosh, tiếp theo là PC của IBM và Commodore 64 về sau vào năm 1989.

## Phiên bản và bản port

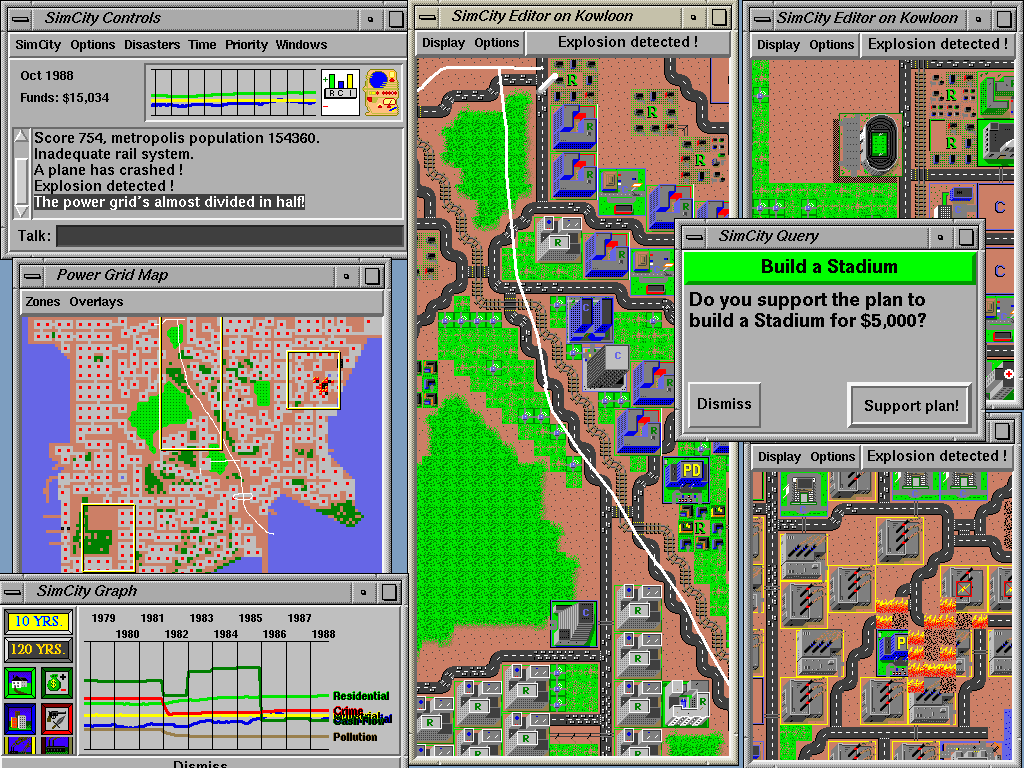
Chế độ nhiều người chơi trên máy trạm SGI Indigo

Sau lần phát hành ban đầu trên Amiga và Macintosh, sau là Commodore 64 và IBM PC, game được port sang một số hệ máy tính và video game console khác, cụ thể là Atari ST, Acorn Archimedes, Amstrad CPC, Sinclair ZX Spectrum, BBC Micro, Acorn Electron, Super Nintendo Entertainment System (sau này được phát hành trên Virtual Console), EPOC32, điện thoại di động, Internet, Windows, FM-Towns, OLPC XO-1 và NeWS HyperLook trên Sun Unix. Trò chơi có sẵn dưới dạng phiên bản nhiều người chơi dành cho X11 TCL/Tk trên nhiều hệ điều hành Unix, Linux, DESQview và OS/2. Một số phiên bản đã được phát hành lại với nhiều add-on khác nhau, bao gồm cả các kịch bản bổ sung. Một bổ sung bổ sung cho phiên bản Windows của SimCity Classic là bộ công cụ tạo màn. Chương trình này có thể được mở mà không cần sử dụng đĩa. Công cụ tạo màn là một trình đơn giản cho phép người dùng tạo đồng cỏ, đất vàng và các phần nước.
Một phiên bản được phát triển vào năm 1991 cho Nintendo Entertainment System, nhưng chưa bao giờ được phát hành; một phiên bản nguyên mẫu đã được tìm thấy vào năm 2017. Ngày 25 tháng 12 năm 2018, hình ảnh ROM của phiên bản NES chưa được phát hành đã được Frank Cifaldi của Video Game History Foundation phát hành trực tuyến.
Phiên bản SimCity của IBM is đáng chú ý với số lượng chế độ đồ họa lớn bất thường mà nó hỗ trợ; game chạy ở chế độ CGA 640x200, chế độ EGA 640x200 (dành cho người dùng có màn hình 200 dòng), chế độ Tandy 640x200, Hercules, chế độ EGA 640x350 (dành cho người dùng có màn hình 350 dòng) và VGA đơn sắc 640x480. Một bản phát hành sau đó đã loại bỏ tất cả các chế độ 200 dòng và thêm chế độ màu 640x480. Không giống như hầu hết các trò chơi PC thương mại tại thời điểm đó, độ phân giải 320x200 không được sử dụng vì chúng không đủ cho số lượng chi tiết đồ họa mà trò chơi cần. Bản port của SimCity đã được phát hành cho Windows 3.0 vào năm 1992. Game chạy được trên Windows GDI và không hỗ trợ đồ họa hoặc âm thanh 256-màu.

### Super NES
SimCity dành cho Super Nintendo Entertainment System (SNES) có cùng tính năng về mặt lối chơi và phần chơi kịch bản; tuy nhiên, do được phát triển và phát hành bởi Nintendo, công ty đã kết hợp các ý tưởng của riêng họ. Thay vì thảm họa quái vật Godzilla, Bowser của dòng game Super Mario trở thành quái vật tấn công, và một khi thành phố đạt mốc 500.000 dân, người chơi sẽ nhận được một bức tượng Mario có thể di dời được trong thành phố. Bản port Super NES cũng có các tòa nhà đặc biệt mà người chơi có thể nhận được dưới dạng phần thưởng, chẳng hạn như sòng bạc, công viên lớn, công viên giải trí và trung tâm hội chợ; một số trong đó sẽ được hợp nhất vào SimCity 2000. Một ngân hàng có thể được xây dựng cho phép vay 10.000 đô la, nhưng nó phải được trả lại trước khi có thể rút một khoản vay khác. Trò chơi bao gồm các trường học và bệnh viện, mặc dù người chơi không thể tùy ý sắp đặt chúng; thay vào đó, game đôi khi sẽ biến một khu dân cư trống thành một khu vực cụ thể. Có những phân loại thành phố trong game, chẳng hạn như trở thành một siêu đô thị với 100.000 người. Nó có một số phần chơi kịch bản được cài đặt sẵn trong các phiên bản PC và Mac và hai kịch bản mới. Một là ở Las Vegas bị tấn công bởi người ngoài hành tinh và một cái khác gọi là Freeland. Freeland không có nước và không có phần thưởng tòa nhà nào được trao. Điểm độc đáo của phiên bản Super NES là một nhân vật tên là "Dr. Wright" (có ngoại hình thực tế dựa trên Will Wright) đóng vai trò cố vấn cho người chơi. Nhạc nền được sáng tác bởi Soyo Oka. Phiên bản này được đề cao là Player's Choice của Nintendo.
Vào tháng 8 năm 1996, một phiên bản của trò chơi mang tên BS Sim City Machizukuri Taikai được tung ra khắp nơi cho người chơi từ Nhật thông qua hệ máy con Satellaview của Super Famicom. Sau đó, phần tiếp theo mang tên SimCity 64 được phát hành cho Nintendo 64DD, add-on Nintendo 64 chỉ có ở Nhật Bản.

### Phiên bản NES bị hủy bỏ
Một phiên bản cho Nintendo Entertainment System (NES) đã được công bố cùng với phiên bản SNES, và được trưng bày tại buổi Triển lãm Điện tử Tiêu dùng năm 1991, nhưng phiên bản NES chưa bao giờ được phát hành đúng cách. Tuy nhiên, băng nguyên mẫu của phiên bản NES đã được phát hiện vào năm 2017 và một bản sao nằm trong tay nhà bảo tồn trò chơi điện tử Frank Cifaldi, người đã ghi lại nhiều tính năng của nó so với trò chơi máy tính cá nhân ban đầu và phiên bản SNES. Nó bao gồm một bản nhạc nền hoàn toàn khác (cũng được sáng tác bởi Oka) so với phiên bản SNES; bên cạnh Metropolis Theme, một bài sáng tác mà bản thân Oka coi là một trong những tác phẩm hay nhất của mình.

### Micropolis
Vào tháng 1 năm 2008, mã nguồn SimCity được phát hành theo giấy phép GPL 3 phần mềm tự do, được đổi tên thành Micropolis (tên hoạt động ban đầu) vì lý do thương hiệu và được phát triển bởi Don Hopkins. Việc phát hành mã nguồn được thúc đẩy bởi chương trình One Laptop Per Child. Mã nguồn Micropolis đã được dịch sang C++, được tích hợp với Python và giao diện với cả GTK+ và OpenLaszlo.
Năm 2008, Maxis đã thành lập một phiên bản SimCity chơi trên trình duyệt trực tuyến. Một phiên bản chơi trên trình duyệt thứ hai sau đó đã được phát hành dưới tên Micropolis. Vào năm 2013, một phiên bản chơi trên trình duyệt đã được phát hành, được port sang bằng cách sử dụng JavaScript và HTML5, dưới dạng micropolisJS.
Vì Micropolis được cấp phép theo GPL, người dùng có thể làm bất cứ điều gì họ muốn nó phù hợp với GPL – hạn chế duy nhất là họ không thể gọi nó là "SimCity" (cùng với một vài hạn chế khác để bảo vệ thương hiệu của EA). Điều này cho phép các dự án khác theo tên khác nhau được phân tách từ mã nguồn Micropolis. Các cải tiến đối với cơ sở mã nguồn mở xứng đáng với sự chấp thuận của EA có thể được tích hợp vào mã nguồn "OLPC SimCity" chính thức, để được phân phối với OLPC dưới cái tên được thương hiệu hóa OLPC SimCity, nhưng chỉ sau khi được EA xem xét và chấp thuận.

### So sánh các phiên bản khác nhau
| Hệ máy                   | Phiên bản – Ngày phát hành                                              | Bình luận |
| ------------------------ | ----------------------------------------------------------------------- | --- |
| Amiga                    | V.1.0 – - NA: Tháng 2, 1989                                             | Bên cạnh SimCity cho Macintosh, đây là phiên bản thương mại đầu tiên của SimCity. Nó chạy trên bất kỳ Amiga nào có ít nhất 512 kilobytes bộ nhớ và được phân phối trên một đĩa mềm. |
| Amiga                    | V.2.0                                                                   | Phiên bản này đã được cải tiến với khả năng chuyển đổi các bộ ô vuông. Một bộ ô vuông bao gồm tất cả các hình ảnh mà trò chơi sử dụng để vẽ thành phố, và bằng cách thay đổi bộ ô vuông, người ta có thể mang lại cho thành phố một diện mạo và cảm nhận khác. Đồ họa hỗ trợ tới 64 màu trong chế độ Extra Halfbrite. Do chức năng mới này, SimCity 2 cần ít nhất 1 MB bộ nhớ, gấp đôi so với phiên bản gốc. |
| Amiga CDTV               | - EU: 1991                                                              | Để làm cho game dễ chịu hơn khi chơi trên một chiếc tivi ở xa, phiên bản này cho thấy một cái nhìn gần hơn về thành phố. Các thay đổi khác bao gồm giao diện người dùng phù hợp hơn để sử dụng bộ điều khiển từ xa của CDTV, sử dụng CD-DA cho âm nhạc và thêm ba màn kịch bản. |
| Amstrad CPC              | V.1.0 – - EU: 1990 Sim City Amstrad CPC                                 | |
| Atari ST                 | V.1.0 – - EU: Tháng 7, 1990 Sim City Atari ST                           | Phiên bản này có các màn chơi kịch bản nhưng không có âm nhạc và đồ họa của trò chơi ít màu sắc hơn đồ họa của phiên bản Amiga 2.0. |
| BBC Micro Acorn Electron | V.1.0 – - UK: 1990                                                      | Phiên bản này thiếu âm nhạc, nhiều hiệu ứng âm thanh, hầu hết hoạt hình và có bảng màu hạn chế, nhưng có hầu hết các tính năng của phiên bản Amiga, mặc dù phải chạy trong 25K bộ nhớ. |
| Commodore 64             | V.1.0 – - NA: 1989                                                      | Phiên bản này thiếu đồn cảnh sát/trạm cứu hỏa, sân vận động và đường sắt. Thảm họa đã được giới hạn chỉ trong trận động đất. Nó cũng bỏ qua màn hình stat hữu ích để đánh giá sự phát triển của thành phố. Người chơi có thể chọn giữa tám màn chơi kịch bản hoặc trên địa hình được tạo ngẫu nhiên. |
| Macintosh                | V.1.0 – - NA: 1989                                                      | Được phát hành trong hai phiên bản: đơn sắc và có màu sắc. |
| PC                       | MS-DOS – - NA: 1989                                                     | Có đồ họa EGA độ phân giải cao và hiệu ứng âm thanh hạn chế thông qua loa PC hoặc Tandy DAC. |
| PC                       | Enhanced CD-ROM – - NA: 1994                                            | Được Interplay Productions phát hành cho DOS, nó có đồ họa 256 màu, hiệu ứng âm nhạc và âm thanh mới và thêm các đoạn phim cắt cảnh FMV và báo cáo tin tức. |
| PC                       | Classic – - NA: 1992                                                    | Được phát hành cho Windows 3.1 và phát hành lại cho MS-DOS (như phiên bản 2.00). Nó loại bỏ bảo vệ bản quyền và thêm nhạc nền. Cũng được phát hành vào năm 1995 cho Windows 95 với đồ họa mới. |
| Super NES                | - JP: 26 tháng 4 năm 1991 - NA: Tháng 8, 1991 - EU: 24 tháng 9 năm 1992 | Được phát triển và xuất bản bởi Nintendo theo giấy phép của Maxis, phiên bản Super NES của SimCity có các tính năng bổ sung không có trong SimCity gốc, bao gồm thay đổi đồ họa để phù hợp với các mùa (cây xanh vào mùa hè, chuyển sang màu nâu gỉ vào mùa thu, màu trắng mùa đông, và nở rộ như hoa anh đào vào mùa xuân), các tòa nhà khen thưởng công dân, và một cố vấn thành phố tóc xanh rất năng động tên là Tiến sĩ Wright (dựa theo Will Wright), người thường bật lên và thông báo cho người chơi về các vấn đề với thành phố của họ. Ngoài ra, phiên bản Super NES của SimCity có hai kịch bản thưởng bổ sung, có thể truy cập khi các kịch bản gốc được hoàn thành: Las Vegas và Freeland (xem phần về các kịch bản). Phong cách của các tòa nhà cũng giống với ở Nhật Bản hơn là ở Bắc Mỹ. Một bản port Nintendo Entertainment System cũng được lên kế hoạch, nhưng đã bị hủy bỏ. Nintendo cũng đặt dấu ấn của họ vào trò chơi, với một thảm họa nguy hiểm là Bowser tấn công vào một thành phố (thay cho một con quái vật kiểu phim nói chung), và một bức tượng Mario được trao tặng khi đạt tới mức siêu đô thị 500.000 dân cư. Phiên bản Super NES của SimCity đã được phát hành cho dịch vụ Virtual Console của Wii (Không còn khả dụng kể từ ngày 2 tháng 1 năm 2013). |
| ZX Spectrum              | V.1.0 – 1989                                                            | Có tất cả các tính năng (như kịch bản, tội phạm và thảm họa) của các phiên bản sau của trò chơi, chỉ với âm thanh và đồ họa hạn chế hơn nhiều. |

- SimCity Classic có sẵn cho Palm OS và trên trang web SimCity.com với cái tên Classic Live. Nó cũng được Atelier Software phát hành cho máy tính cầm tay Psion 5, và điện thoại di động vào năm 2006.[37]
- Số tháng 7 năm 2005 của tờ Nintendo Power đã tuyên bố rằng một băng phát triển SimCity dành cho NES được tìm thấy tại trụ sở của Nintendo. Chưa bao giờ được phát hành, theo nguồn tin này cho biết đây là băng duy nhất còn tồn tại.
- Ngoài ra, một công cụ tạo địa hình và đĩa kiến trúc đã có sẵn với bộ ô vuông đồ họa dành cho các bối cảnh Châu Á cổ đại, Trung cổ, Miền Viễn Tây, châu Âu Tương lai, nước Mỹ Tương lai và Thuộc địa Mặt trăng.
- Các phiên bản SimCity dành cho máy tính BBC Micro, Acorn Electron và Acorn Archimedes đều được Superior Software/Acornsoft phát hành. Lập trình viên Peter Scott đã phải nén phiên bản Amiga 512k của game thành 20k để chạy trên hệ máy BBC Micro và Acorn Electron 32k cũ kỹ. Mặc dù vậy, nó vẫn giữ gần như tất cả các chức năng của phiên bản Amiga và đồ họa rất giống nhau (dù chỉ sử dụng bốn màu).
- DUX Software đã phát hành phiên bản Unix của SimCity cho hệ window NeWS system bằng môi trường giao diện người dùng HyperLook, và phiên bản nhiều người chơi của SimCity cho hệ window X11 bằng bộ công cụ giao diện người dùng TCL/Tk được phát triển và chuyển sang các nền tảng khác nhau bởi Don Hopkins.

## Đón nhận
SimCity là một thành công tài chính, bán được một triệu bản vào cuối năm 1992. Tại Hoa Kỳ, đây là tựa game máy tính bán chạy thứ chín từ năm 1993 đến 1999, với 830.000 bản khác được bán ra. Nó đã được giới phê bình đánh giá cao và nhận được sự công nhận đáng kể trong vòng một năm sau khi phát hành lần đầu. Tính đến tháng 12 năm 1990, trò chơi theo các nguồn tin về game cho biết là đã giành được các giải thưởng sau:
| - Best Entertainment Program 1989. - Best Educational Program, 1989. - Best Simulation Program, 1989. - Critics' Choice: Best Consumer Program, 1989, Software Publisher's Association. - Most Innovative Publisher, 1989, Computer Game Developer's Conference. - Best PC Game, 1989. - Member of the 1989 Game Hall of Fame, Macworld. - Game of the Year, 1989., Computer Gaming World. - Second Best Simulation of all Time for C-64. - Fourth Best Simulation of All Time for Amiga, .info. - Editors' Choice Award: Best Simulation, 1989, Compute. - Editors' Choice Award: Best Recreation Program, 1989, MacUser. | - Best Computer Strategy Game, 1989, Video Games & Computer Entertainment. - Best Game Designer of the Year: Will Wright, for SimCity, 1989, Computer Entertainer. - Best 20th Century Computer Game, 1989, Charles S. Roberts Award. - Software Award of Excellence, 1990–1991, Technology and Learning. - Best Educational Program, 1990, European Computer Leisure Award. - Tilt D'Or (Golden Award): Most Original Game, 1989, Tilt (France). - Game of the Year, 1989, Amiga Annual (Australia). - World Class Award, 1990, Macworld (Australia). - 4th best game of all time, Amiga Power. - Best Curricular Program, Codie award. - Best Consumer Program, Critic's Choice Award. |

Ngoài ra, SimCity đã giành giải thưởng Origins Award cho "Best Military or Strategy Computer Game" năm 1989 vào năm 1990, được vinh danh trên Hội trường Danh vọng của Computer Gaming World dành cho độc giả game được đánh giá cao theo thời gian, và phiên bản X11 nhiều người chơi của trò chơi cũng được đề cử vào năm 1992 là Best Product of the Year trong Unix World. Bộ công cụ tạo màn SimCity Terrain Editor đã được Hartley, Patricia nhận xét vào năm 1989 trong tạp chí Dragon số 147, và Kirk Lesser trong chuyên mục "The Role of Computers". Các nhà phê bình đã cho bản mở rộng này 4/5 sao.
SimCity được PC World xếp hạng thứ 4 "Ten Greatest PC Game Ever" vào năm 2009. Nó được tôn vinh là một trong mười sáu tựa game có ảnh hưởng nhất trong lịch sử tại Telespiele, một triển lãm thương mại công nghệ và trò chơi của Đức, vào năm 2007. Sid Meier vào năm 2008 đã gọi SimCity là một trong ba sự đổi mới quan trọng nhất trong lịch sử trò chơi điện tử, vì nó dẫn đến các trò chơi khác khuyến khích người chơi sáng tạo, không phá hủy. Nó xếp hạng thứ 11 trên danh sách "Top 25 PC Games of All Time" của IGN năm 2009. Năm 1996, Computer Gaming World tuyên bố SimCity là tựa game máy tính hay thứ 6 từng được phát hành. Entertainment Weekly đã chấm cho game điểm B+. Năm 1991, PC Format đã vinh danh SimCity là một trong 50 trò chơi máy tính hay nhất từ trước đến nay. Các biên tập viên gọi đó là "giấc mơ của người lập quy hoạch đô thị". Phiên bản ZX Spectrum được bình chọn là số 4 trong Your Sinclair Readers' Top 100 Games of All Time.
Đại học Nam California và Đại học Arizona đã sử dụng SimCity in trong các lớp học quy hoạch đô thị và khoa học chính trị. Năm 1990, Providence Journal đã mời năm ứng cử viên cho chức Thị trưởng Providence, Rhode Island để quản lý một thị trấn SimCity giống như thành phố; cựu thị trưởng Buddy Cianci, người thành công nhất, đã giành chiến thắng trong cuộc bầu cử năm đó. Chuck Moss của tờ The Detroit News đã phát hiện ra rằng Godzilla tấn công thành phố trong màn chơi kịch bản Detroit năm 1972 gây ra sự phá hủy ít hơn so với chức vụ thị trưởng của Coleman Young.
Ngày 12 tháng 3 năm 2007, The New York Times tường thuật rằng SimCity được vinh danh trong danh sách mười trò chơi điện tử quan trọng nhất mọi thời đại, cái gọi là game được công nhận. Thư viện Quốc hội đã đưa ra một đề xuất bảo tồn trò chơi điện tử và bắt đầu với các game từ danh sách này, bao gồm cả SimCity.

## Di sản
SimCity mang lại một số phần tiếp theo. Những tựa game "Sim" thuộc nhiều loại đã được phát triển – với Will Wright và Maxis đang phát triển vô số tựa game bao gồm SimEarth, SimFarm, SimTown, Streets of SimCity, SimCopter, SimAnt, SimLife, SimIsle, SimTower, SimPark, SimSafari và The Sims, cũng như SimsVille và SimMars chưa được phát hành. Họ cũng đã có được giấy phép cho một số tựa game được phát triển ở Nhật Bản, chẳng hạn như SimTower và Let's Take The A-Train (phát hành dưới dạng A-Train bên ngoài Nhật Bản). Năm 2000, The Sims được phát hành, nảy sinh dòng game của riêng nó. Spore, được phát hành vào năm 2008, ban đầu sẽ có tựa đề là "SimEverything" – một cái tên mà Will Wright nghĩ có thể mô tả chính xác những gì ông đang cố gắng đạt được.
SimCity lấy cảm hứng từ một thể loại trò chơi điện tử mới. "Software toy" với kết thúc mở mà không có mục tiêu nào được đặt ra đã cố gắng nhân đôi thành công của SimCity. Thành công nhất chắc chắn là The Sims của riêng Wright, đã trở thành trò chơi máy tính bán chạy nhất mọi thời đại. Những ý tưởng tiên phong trong SimCity đã được tích hợp vào các ứng dụng trong thế giới thực. Ví dụ, VisitorVille mô phỏng một thành phố dựa trên số liệu thống kê trang web.
Sê-ri cũng sinh ra một trò chơi thẻ bài sưu tập SimCity, được sản xuất bởi Mayfair Games. Rick Swan đã đánh giá Sim City: The Card Game trong tạp chí Dragon số 221 (tháng 9 năm 1995). Swan nói rằng "Dù trò chơi thẻ bài không mở rộng tầm cao của tựa game máy tính này, nhưng nó đem lại sự gần gũi."
Tiến sĩ Wright từ phiên bản Super NES đã xuất hiện trong một số trò chơi video. Anh ta là một nhân vật NPC trong The Legend of Zelda: Link's Awakening, và một chiến tích hỗ trợ trong dòng game Super Smash Bros..